# Fustiaria polita
Fustiaria polita is een Scaphopodasoort uit de familie Fustiariidae. De wetenschappelijke naam werd gepubliceerd in 1767 door Carl Linnaeus.